# 2I/Борисова

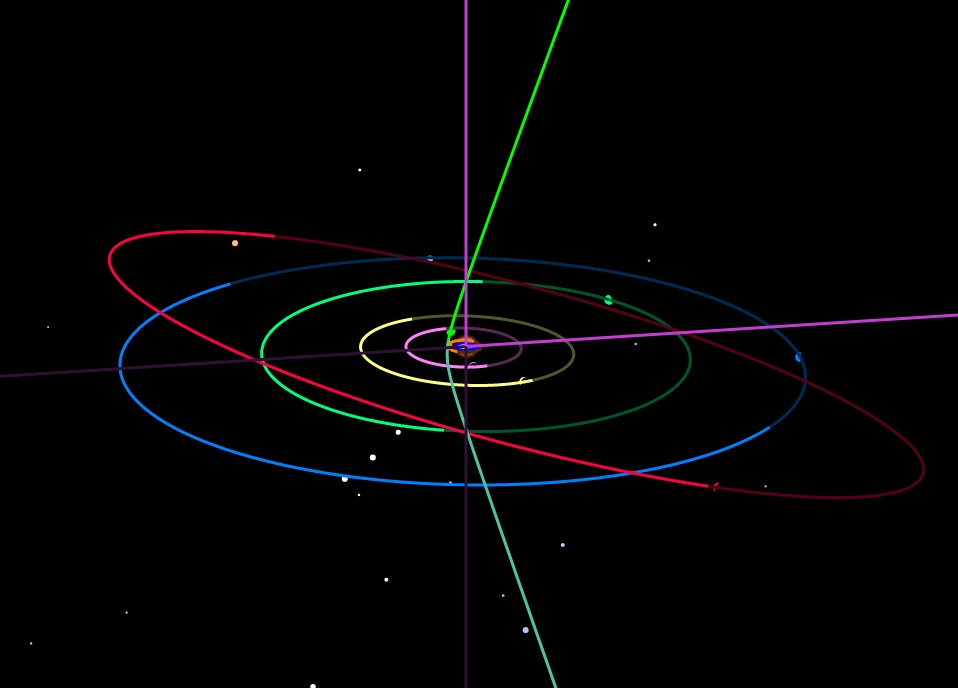
C/2019 Q4 считается межзвёздной кометой, плоскость её орбиты наклонена к эклиптике на довольно большой угол 44°. Здесь орбита изображена светло-зелёным цветом

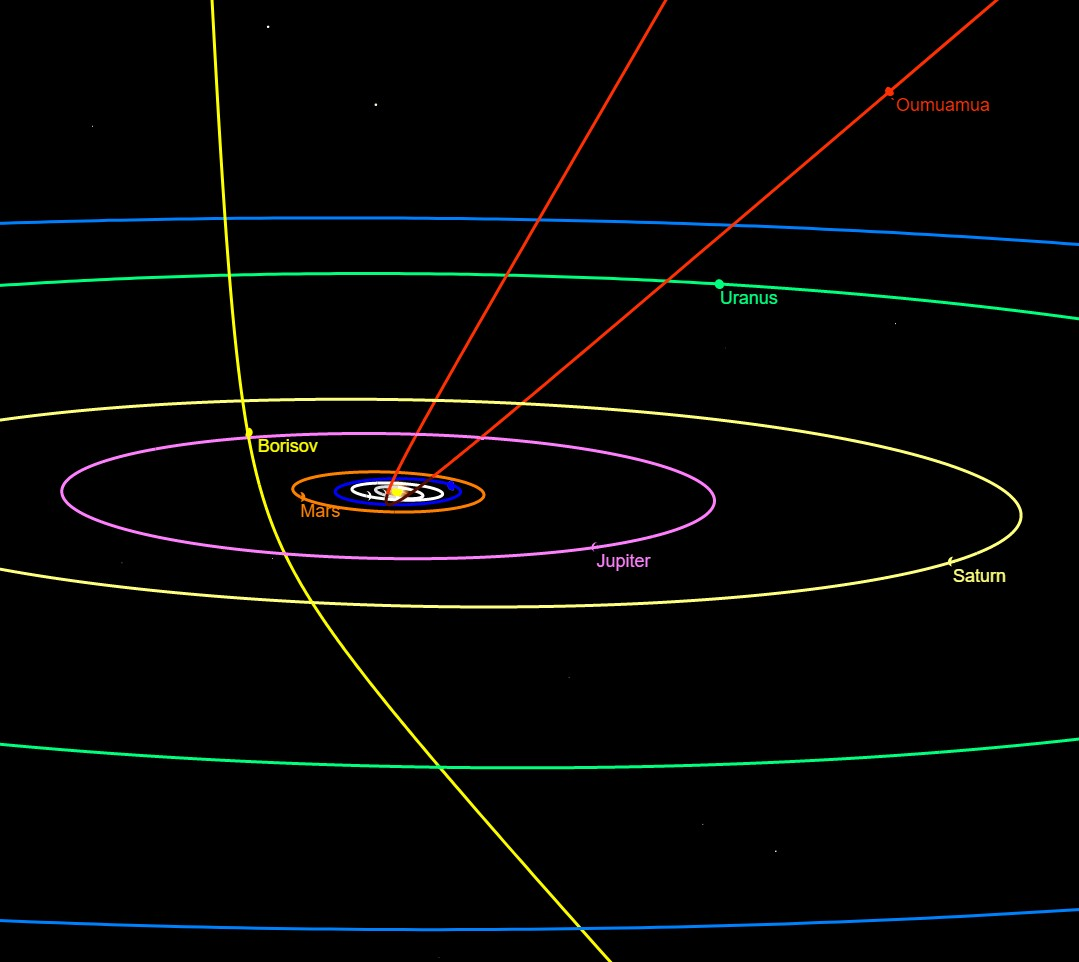
Сравнение орбит астероида 1I/Оумуамуа и межзвёздной кометы C/2019 Q4 (Борисова)

2I/Borisov (предварительные обозначения: gb00234, C/2019 Q4 (Борисова)) — первая межзвёздная комета с гелиоцентрическим эксцентриситетом орбиты ε > 3.
Объект не является гравитационно связанным с Солнцем. Оценка скорости при уходе на бесконечность ({\displaystyle v_{\infty }}) составляет около 30 км/с ({\displaystyle v_{\infty }} до 3 км/с можно объяснить возмущениями от планет, воздействующих на объекты облака Оорта). Направление перемещения объекта — из созвездия Кассиопеи вблизи границы с созвездием Персея и очень близко к плоскости Галактики. Комета оказалась в перигелии 8 декабря 2019 года.

## Открытие и исследования
Объект диаметром около 20 км (угловой диаметр комы около 7 секунд дуги) с небольшим хвостом (угловая длина хвоста 15 секунд дуги) был открыт на границе созвездий Рыси и Рака 30 августа 2019 года в 01:03 UT по наблюдениям в обсерватории MARGO (L51, пгт. Научный) астрономом-любителем Геннадием Борисовым на 65-см телескопе собственной разработки. Позже на архивных снимках межзвёздная комета Борисова была обнаружена на фотографиях, сделанных 13 декабря 2018 года, 24 февраля, 17 марта, 9 апреля, 2 мая и 5 мая 2019 года в рамках проекта Zwicky Transient Facility (ZTF) 48-дюймовым (122 см) телескопом имени Самуэля Ошина в Паломарской обсерватории. На снимке от 21 ноября 2018 года комета ещё не видна, что указывает на то, что она стала активной между 21 ноября и 13 декабря 2018 года.
В момент открытия объект находился на расстоянии 3 ± 0,13 а.е. от Солнца, звёздная величина составляла 17,8m. После нескольких наблюдений кометы было установлено, что она движется по гиперболической орбите, то есть пришла из-за пределов Солнечной системы.
9—10 сентября 2019 года с помощью многоцелевого спектрографа обсерватории Джемини, расположенной на вулкане Мауна-Кеа (Гавайи), удалось получить цветной снимок кометы.
12 сентября 2019 года Центр малых планет выпустил циркуляр об открытии первой межзвёздной кометы C/2019 Q4 (Борисова).

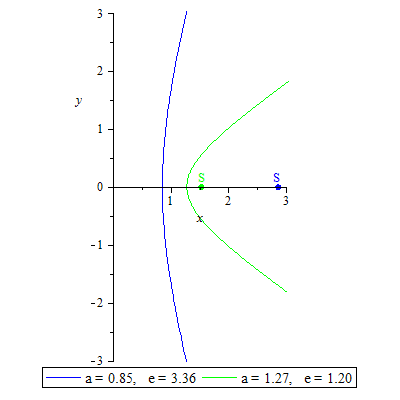
Гиперболы, соответствующие орбитам кометы Борисова (синий цвет) и астероида 1I/Оумуамуа (зелёный цвет)

Дальнейшие наблюдения за движением кометы подтвердили её гиперболическую орбиту и межзвёздное происхождение, после чего 24 сентября 2019 года Международный астрономический союз официально утвердил новое название для первой межзвёздной кометы — 2I/Borisov, где I/ означает внесолнечное происхождение (от англ. interstellar — «межзвёздный»), а число 2 означает порядковый номер в списке межзвёздных объектов.
Вычислив примерную траекторию движения кометы, астрономы смогли локализовать вероятное место, где она вошла в Солнечную систему. На роль материнских звёздных систем межзвёздной кометы Борисова претендуют Росс 573, GJ 4384 и HD 34327.
В октябре 2019 года, за два месяца до ближайшего сближения кометы с Солнцем, её наблюдал телескоп Хаббл; было получено самое детальное изображение на сегодняшний день. В случае, если ядро кометы распадётся, как это иногда бывает с небольшими кометами, телескоп Хаббла можно будет использовать для изучения эволюции процесса распада.

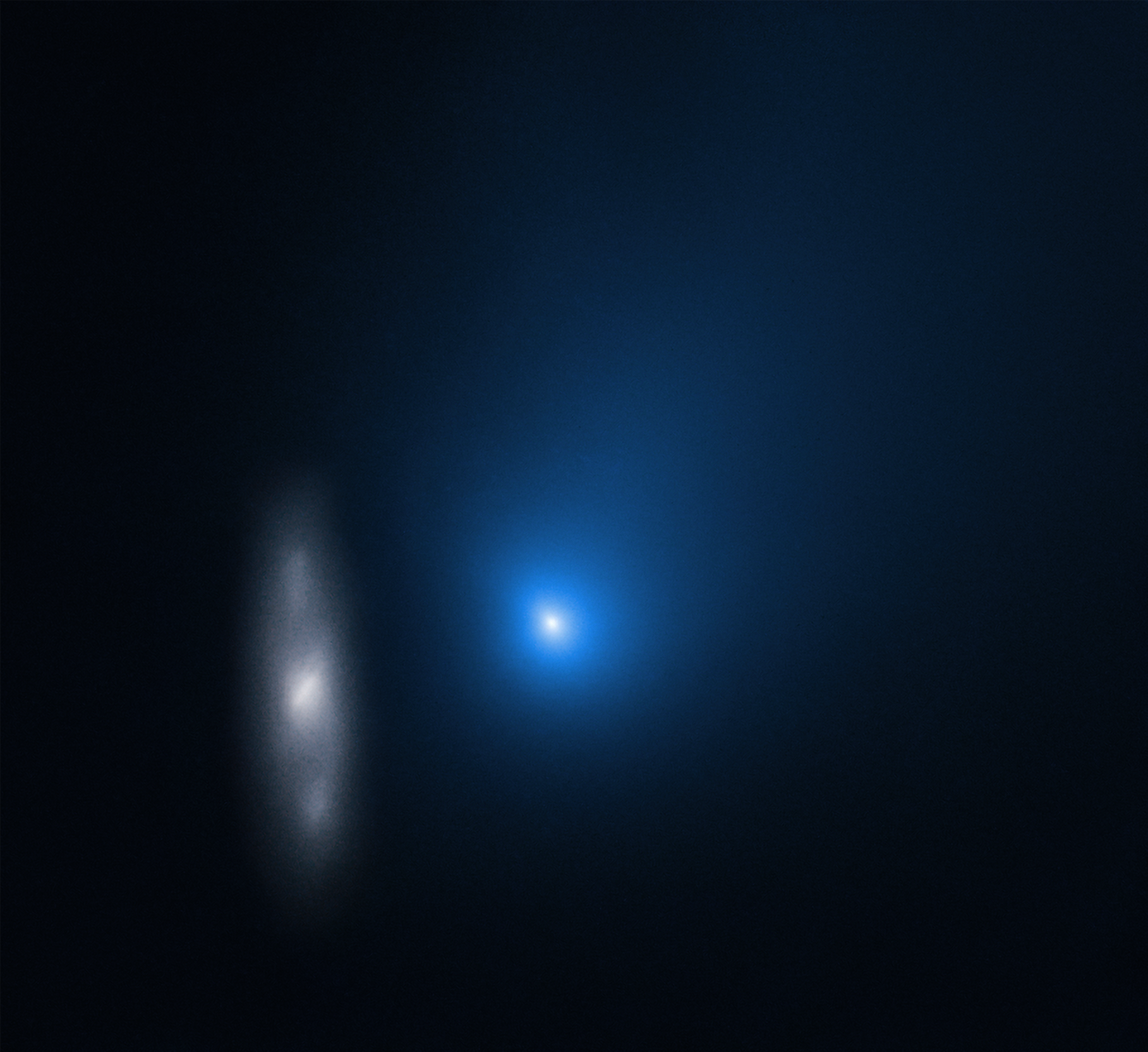
Межзвёздная комета 2I/Borisov рядом со спиральной галактикой 2MASX J10500165-0152029 (16 ноября 2019 года)

Анимация кометы Борисова, приближающейся к внутренней части Солнечной системы

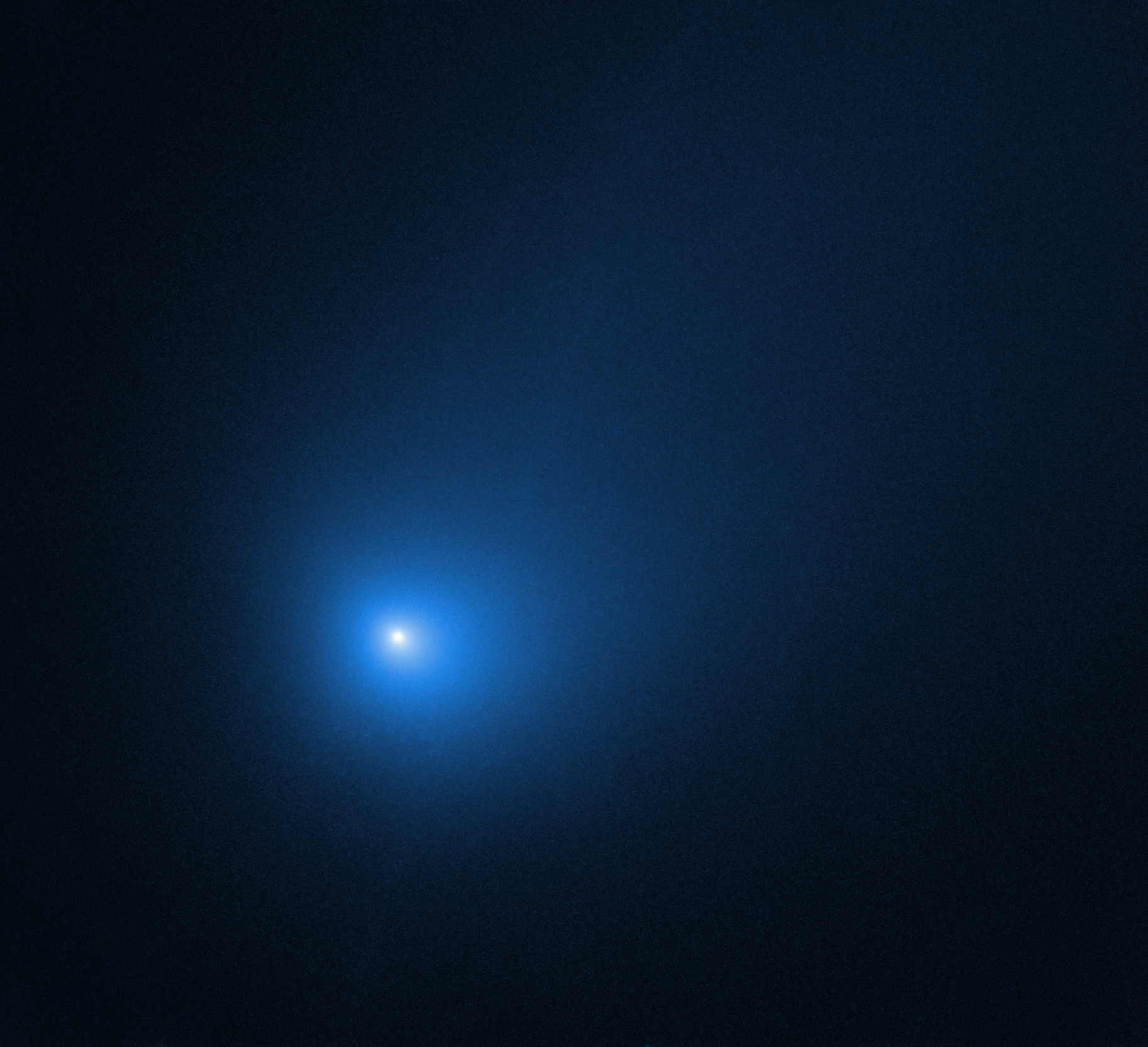
Снимок кометы Борисова, сделанный космическим телескопом Хаббл 12 декабря 2019 года, вскоре после прохождения перигелия

С помощью прибора OSIRIS, установленного на Большом Канарском телескопе (Обсерватория Роке-де-лос-Мучачос), был получен первый спектр кометы, который оказался похож на спектр комет Солнечной системы. Результаты исследования показывают, что кометы в других планетных системах могут образовываться в результате процессов, аналогичных тем, которые привели к образованию комет в облаке Оорта в Солнечной системе. В составе комы кометы удалось определить молекулу моноциана CN, проявляющуюся в эмиссии линии с длиной волны 388,0 нм в ближнем ультрафиолете. Предположительно моноциан возникает под действием солнечного излучения при фотодиссоциации молекулы синильной кислоты HCN, которая испаряется с поверхности ядра кометы; скорость испарения на момент наблюдения (20 сентября 2019) составляла (3,7 ± 0,4)·1024 молекул в секунду, что близко к типичным значениям долгопериодических комет Солнечной системы на данном расстоянии от Солнца (2,7 а.е.). Никаких других характерных оптических линий в спектрах на начало октября 2019 обнаружить не удалось; в частности, не выявлена обычная (вторая по интенсивности) для внутрисолнечных комет линия диуглерода C2, но это также было бы ожидаемо и для типичной долгопериодической кометы на этом расстоянии. В целом, никакие особенности, отличающие комету 2I/Borisov от типичных комет Солнечной системы, пока не обнаружены. Астрономам из обсерватории Апачи-Пойнт в штате Нью-Мексико (США) при помощи дифракционного спектрометра высокого разрешения ARCES удалось обнаружить в спектре межзвёздной кометы 2I/Borisov характеристические линии кислорода 6300 Å, являющиеся индикатором присутствия воды. Вода испаряется с поверхности кометы со скоростью 6,3×1026 молекул в секунду.
16 ноября 2019 года, когда комета 2I/Borisov находилась на небе вблизи спиральной галактики 2MASX J10500165-0152029, с расстояния 327 млн км её сфотографировал космический телескоп Хаббл. Выяснилось, что радиус ядра кометы составляет полкилометра (при альбедо 0,04).
Обсерватория Swift с помощью своего ультрафиолетового и оптического телескопа UVOT обнаружила в ультрафиолетовом диапазоне у кометы 2I/Borisov в период с 1 ноября по 1 декабря 2019 года увеличение количества образующихся молекул гидроксила (HO) с 7,0±1,5×1026 до 10,7±1,2×1026 молекул в секунду. К 21 декабря, уже после прохождения перигелия, количество образующихся молекул гидроксила снизилось до 4,9±0,9×1026 молекул в секунду.
15 и 16 декабря 2019 года радиотелескоп ALMA обнаружил, что газ, выходящий из кометы, содержит очень большое количество окиси углерода или угарного газа (СО) — в 9—26 раз выше среднестатистического содержания СО в кометах Солнечной системы, находящихся на аналогичном расстоянии от Солнца (не далее 2 а. е.). Также обнаружен цианистый водород или синильная кислота (HCN). С помощью автоматизированного 60-сантиметрового телескопа RC600, установленного в Кавказской горной обсерватории МГУ, учёные выяснили, что в газопылевом хвосте кометы Борисова нет мелких или крупных частиц водного льда, но имеется много силикатной и органической пыли (силикаты железа и магния, а также толины).

### Распад
В начале марта 2020 года астрономы польско-американского проекта OGLE с помощью 1,3-метрового телескопа в Лас-Кампанасе заметили на комете 2I/Borisov две последовательные вспышки — она стала ярче примерно на 0,3m между 4 и 5 марта и примерно на 0,4m между 8 и 9 марта.
На снимке кометы 2I/Borisov, сделанном космическим телескопом «Хаббл» 28 марта видно двойное псевдоядро, тогда как на снимке от 23 марта видно одно яркое псевдоядро, такое же как на всех предыдущих снимках «Хаббла». На снимке, сделанном 30 марта, видно две компоненты, разделённые на 0,1″, что соответствует расстоянию 180 км. По оценкам, выброс крупного фрагмента в сторону Солнца произошёл примерно 7 марта, возможно, во время одной из вспышек, которые произошли около этого времени. Выброшенный фрагмент, по-видимому, исчез к 6 апреля 2020 года.
Спектроскопические исследования с помощью широкополосного (от УФ до ближнего ИК) спектрометра X-shooter, установленного на Очень большом телескопе (VLT) позволили обнаружить в холодной коме межзвёздной кометы 2I/Борисова на гелиоцентрическом расстоянии 2,322 а. е. (что эквивалентно равновесной температуре 180 кельвинов) газообразный атомарный никель.

## Эксцентриситет
В случае пролёта межзвёздного объекта значение эксцентриситета его орбиты может быть больши́м (в частности, e > 3), поскольку объект не является гравитационно связанным с Солнцем, а малое изменение скорости вдали от Солнечной системы приводит к большому изменению эксцентриситета.
Для дуги наблюдения в течение 12 дней наилучшая аппроксимация наблюдаемых данных теоретической гиперболой приводит к значению эксцентриситета орбиты около 3,4 с проходом перигелия 7 декабря 2019 года на расстоянии 2,0 а.е. от Солнца (за орбитой Марса). По данным 151 наблюдения ресурс JPL’s Scout приводит значения эксцентриситета в интервале 2,9—4,5.
По состоянию на первую декаду сентября 2019 года межзвёздная природа объекта ещё вызывала некоторые сомнения. Орбита могла оказаться в реальности лишь параболической, если объект подвержен очень сильному влиянию негравитационных сил (вследствие истечения сублимирующего газа), в большей степени чем все другие известные кометы. При учёте такого влияния негравитационных сил на орбиту итоговое решение могло дать эксцентриситет близкий к единице с минимальным расстоянием пересечения земной орбиты 0,34 а.е., перигелийным расстоянием 0,90 а.е. вблизи 30 декабря 2019 года. Однако с накоплением данных орбита оказалась гиперболической, что может свидетельствовать о межзвёздной природе кометы.
Асимптота гиперболической орбиты соответствует следующим координатам точки на небесной сфере, откуда двигалась комета до вхождения в Солнечную систему (с погрешностью около 1 градуса): прямое восхождение 02ч06м, склонение 59,9°.
| Объект                                                                | Скорость                 |
| --------------------------------------------------------------------- | ------------------------ |
| C/2010 X1 (Еленина) (для сравнения, на расстоянии 200 а.е. от Солнца) | 2,96 км/с 0,62 а.е./год  |
| 1I/Оумуамуа                                                           | 26,33 км/с 5,55 а.е./год |
| C/2019 Q4 (Борисова)                                                  | 30,7 км/с 6,47 а.е./год  |

| Число наблюдений | Дуга наблюдения (часы) | Разброс эксцентриситета |
| ---------------- | ---------------------- | ----------------------- |
| 81               | 225                    | 0,9—1,6                 |
| 99               | 272                    | 2,0—4,2                 |
| 127              | 289                    | 2,8—4,7                 |
| 142              | 298                    | 2,8—4,5                 |
| 151              | 302                    | 2,9—4,5                 |